# Doa (distrito)

localização do distrito de Doa em Moçambique

Doa é um distrito da província de Tete, em Moçambique, com sede na vila de Doa. Foi criado com a elevação do posto administrativo de Doa, então parte do distrito de Mutarara, a distrito em 2013.
Tem limite, a noroeste com o distrito de Moatize, a sul com o distrito de Tambara da província de Manica e o distrito de Chemba da província de Sofala, a sudeste com o distrito de Mutarara e a nordeste com o Malawi.
O distrito conta com 81 801 habitantes, numa superfície de 3 579 km², a que corresponde uma densidade populacional de 22,9 habitantes/km².

## Divisão administrativa
O distrito está dividido nos postos administrativos de Chueza e Doa, composto pelas seguintes localidades:
- Posto Administrativo de Chueza:
  - Ancuaze
  - Chueza
- Posto Administrativo de Doa:
  - Doa
  - Salima

O posto administrativo de Chueza e as localidades de Ancuaze, Chueza e Salima foram criados em 2017.